# Байдавлетов, Рафаэль Ибрагимович
Рафаэль Ибрагимович Байдавлетов (баш. Рафаэль Ибраһим улы Байдәүләтов; род. 16 августа 1943, Бриш) — российский государственный и политический деятель. Член Совета федерации — представитель от исполнительного органа государственной власти Республики Башкортостан, заместитель председателя Комитета Совета Федерации по делам Федерации и региональной политике (2008—2010).

## Биография
Образование высшее — окончил Ивановский энергетический институт по специальности «инженер-электрик» в 1970 году.
В 1960—1962 годах — учащийся технического училища № 6 г. Магнитогорск.
В 1962 году — электромонтёр электроцеха Магнитогорского металлургического комбината.
В 1962—1965 годах — служба в Советской Армии.
В 1965—1970 годах — студент Ивановского энергетического института.
В 1970—1976 годах — мастер в Белорецких электрических сетях системы «Башкирэнерго», затем начальник службы распределительных сетей, а в 1976—1979 годах — главный инженер.
В 1979—1985 годах — инструктор отдела промышленности Башкирского обкома КПСС.
В 1985 году вернулся в «Башкирэнерго» — заместитель директора Центральных электрических сетей РЭУ «Башкирэнерго» до 1987 года.
В 1987—1994 годах — главный инженер предприятия «Энерготехсервис» ОАО «Башкирэнерго».
В 1994—1997 годах — директор Уфимских городских электрических сетей.
В 1987—1992 годах — председатель совета трудового коллектива республиканской энергосистемы.
В 1997—1998 годах — генеральный директор Башкирского открытого акционерного общества энергетики и электрификации «Башкирэнерго».
В 1998—1999 годах — первый заместитель Премьер-министра Республики Башкортостан.
В 1999—2008 годах — Премьер-министр Республики Башкортостан.
В 2008—2010 годах — заместитель председателя Комитета Совета Федерации по делам Федерации и региональной политике.

## Награды
- Орден Почёта (2004).
- Медаль «За заслуги в проведении Всероссийской переписи населения» (2003).
- Орден «За заслуги перед Республикой Башкортостан»
- Орден Салавата Юлаева (2008)[1].
- Орден Дружбы народов (2023)[2]
- Почётная грамота Министерства сельского хозяйства и продовольствия России и золотые именные часы (2003 год) — за большой личный вклад в развитие агропромышленного комплекса.
- Почётная грамота Минэнерго СССР.
- Заслуженный энергетик Республики Башкортостан.
- Почётный знак Олимпийского комитета России «За заслуги в развитии Олимпийского движения».